# Fontecchio
Fontecchio là một đô thị thuộc tỉnh L'Aquila trong vùng Abruzzo Ý. Đô thị này có diện tích 16 km², dân số 422 người. Các làng trực thuộc: San Pio di Fontecchio.
Các đô thị giáp ranh gồm: Caporciano, Fagnano Alto, Rocca di Mezzo, Tione degli Abruzzi